# Шляхетність

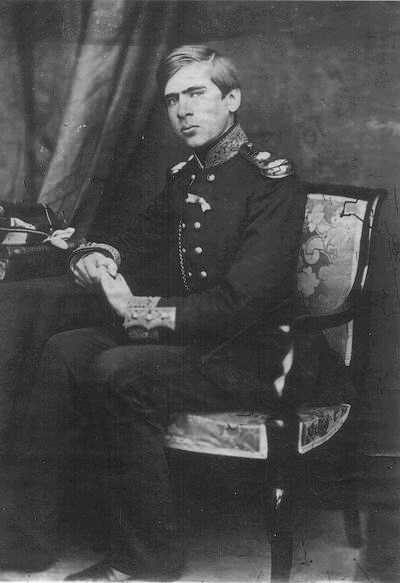
Педру V, король Португалії.

Шляхетність — сукупність особистісних якостей, зазвичай притаманних людині, що походить зі знатного (благородного) роду, тобто аристократу, дворянину, і людині, яка отримувала спеціальне виховання, яке необхідне для несення відповідальності, що покладалася на неї через своє походження. В основному шляхетність пов'язана з поняттям індивіда про честь, для позначення якої нині часто використовується більш вузький термін — «почуття власної гідності».
Шляхетність — висока моральність, самовідданість і чесність.

## Трактування
Шляхетність — піднесеність мотивів поведінки людини. Зазвичай, під шляхетністю маються на увазі природні добрі прояви внутрішньої сутності людини, що не обумовлені якими-небудь законами, заборонами, правилами або розпорядженнями.
У конфуціанстві шляхетність розглядається як важливий етичний компонент.
Піднесені мотиви поведінки людини не обов'язково пов'язані з релігіями. Загальні моральні та етичні принципи людства (доброта, співчуття, прагнення до справедливості тощо) існують незалежно від конкретних релігійних навчань і найчастіше є продуктом колективного життєвого досвіду тих чи інших суспільств.

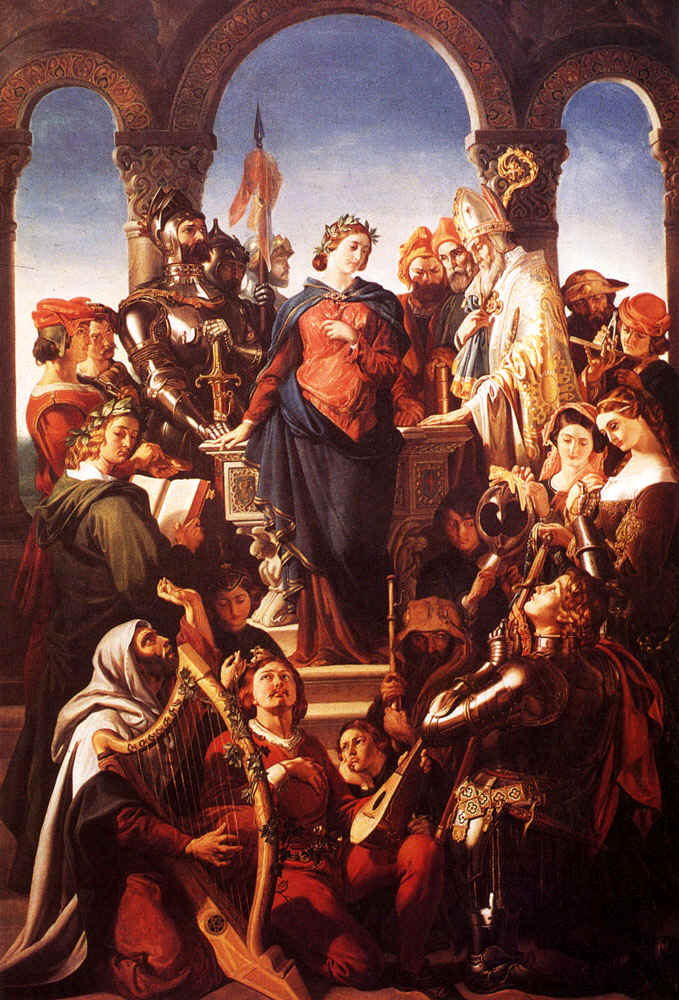
The Spirit Of Chivalry (Дух лицарства) Daniel Maclise (1806-1870),